# Beatrice di Frangipan
Beatrice Frangipani (croato: Beatrica Frankopani - Frankapani, ungherese: Frangepán Beatrix; 1480 – 27 marzo 1510) è stata una nobildonna croata, membro della famiglia Frankopan che visse nel Regno d'Ungheria.
Fu margravia di Brandeburgo-Ansbach per matrimonio ed erede di Castello di Hunyad come moglie di Giovanni Corvino, figlio illegittimo del re Mattia Corvino d'Ungheria.

## Biografia
Beatrice era una figlia di Bernardino Frangipani, Conte di Krk e Modruš (1453-1529), e di sua moglie Donna Luisa Marzano d'Aragona, figlia di Giovanni Francesco Mariano, il principe di Squillace. Suo fratello Cristoforo Frankopan (1482-1527) era stato messo al bando della Croazia sotto il regno del re Giovanni I d'Ungheria.

## Matrimoni
Beatrice sposò in prime nozze, nel 1496, Giovanni Corvino (1473-1504), figlio illegittimo ed erede presuntivo del re Mattia Corvino d'Ungheria, con il quale ebbe tre figli:
- Elisabetta (21 dicembre 1496 - 1508). Ultima erede degli Hunyadi, la sua morte senza discendenza segnò l'estinzione della famiglia.
- Cristoforo (8 agosto 1499 - 17 marzo 1505), l'ultimo maschio della Casa di Hunyadi.
- Mattia (ottobre 1504 - marzo 1505).

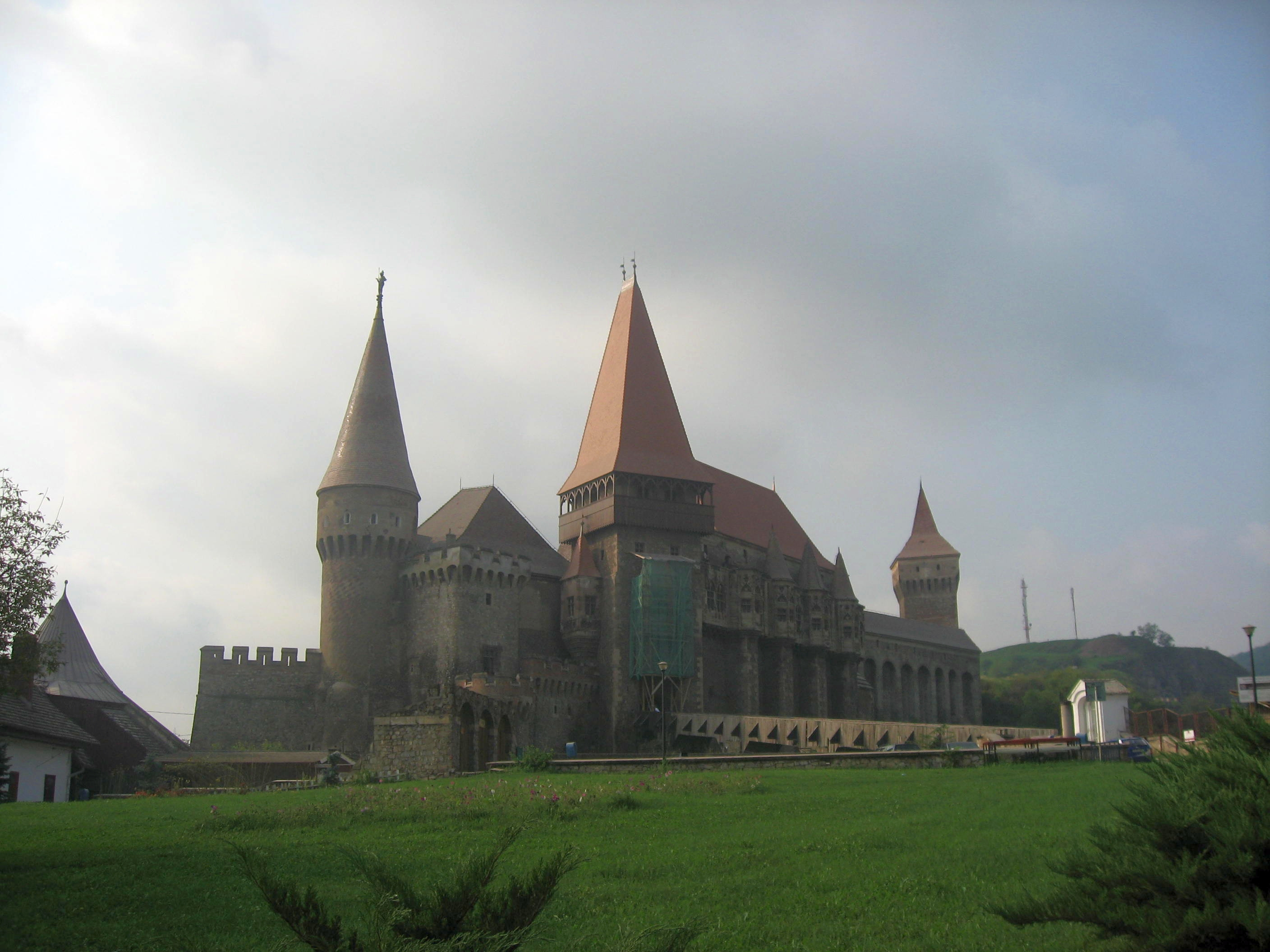
Castello Hunyad.

Venne descritta come una donna molto bella e dopo la morte del marito ereditò il castello di Hunyadi e lo amministrò per i suoi figli. Tuttavia, tutti e tre morirono in tenera età, probabilmente avvelenati, perlomeno i due maschi, morti entrambi improvvisamente nel giro di due settimane l'anno successivo la morte del padre. 
Il 21 gennaio 1509 a Gyula, sposò il margravio Giorgio di Brandeburgo-Ansbach (1484-1543). Il re Ladislao trasferì tutti i beni di Beatrice a Giorgio. Con sua moglie, Giorgio divenne uno dei proprietari terrieri più potenti d' Ungheria.

## Morte
Beatrice morì il 27 marzo 1510. Dopo la sua morte, un anno dopo il matrimonio, Giorgio vendette la maggior parte dei beni ungheresi e le tenute in Slesia.